# 大梁庄乡
大梁庄乡，是中华人民共和国河北省邢台市襄都区下辖的一个乡镇级行政单位。

## 行政区划
大梁庄乡下辖以下地区：
拐角社区、路家园社区、辛庄社区、晋祠道社区、母家场社区、冯家庄社区、王家庄社区、东牛角社区、小吴庄社区和大吴庄村。